# Spencer Smith (triatleet)
Spencer Smith (Hounslow, 11 mei 1973) is een Britse triatleet die vooral bekend werd als een zeer sterke zwemmer en fietser. Hij werd tweemaal wereldkampioen triatlon op de olympische afstand en tweemaal Europees kampioen triatlon op de olympische afstand. Ook schreef hij verschillende Ironman's op zijn naam.
Op 18-jarige leeftijd begon hij met triatlon. Twee jaar later was hij de jongste wereldkampioen en Europees kampioen die de sport ooit gekend heeft. In 1993 slaagde hij er te Echternach niet in zijn Europese titel op de olympische afstand te behouden, doordat hij tijdens het fietsonderdeel door arbiters tweemaal wegens vermeend stayeren de sanctie stop-and-go opgelegd kreeg en daarom woedend de wedstrijd staakte. In 1996 werd hij derde op het wereldkampioenschap lange afstand.
In 1998 werd hij vijfde bij de Ironman Hawaï met een tijd van 8:39.07. Hierna huwde hij in Hawaïaanse stijl met zijn vriendin Melissa Simon. Na een slepende dopingzaak trok hij zich verbolgen terug uit de triatlonsport en overwoog hij enige tijd een carrière als profwielrenner.  Een diskwalificatie wegens een positieve test op nandrolon zou uiteindelijk worden teruggedraaid. 
Teruggekeerd in de triatlonsport nam hij in 2000 deel aan het WK Ironman in Hawaï, maar moest toen genoegen nemen met een achtste plaats in 8:43.06. Hierna won hij de Ironman Florida (2001) en de Ironman Brasil (2002). In 2006 nam hij deel aan de Ironman Arizon en behaalde hierbij een tweede plaats achter de Amerikaan Michael Lovato.

## Titels
- Wereldkampioen triatlon op de olympische afstand - 1993, 1994
- Europees kampioen triatlon op de olympische afstand - 1992, 1997
- Brits kampioen triatlon - 1991, 1992, 1993, 1994
- Wereldjeugdkampioen triatlon - 1992

## Palmares

### triatlon
- 1992:  WK junioren in Huntsville - 1:53.57
- 1992:  EK olympische afstand in Lommel - 1:48.37
- 1993:  WK olympische afstand in Manchester - 1:51.20
- 1994:  WK olympische afstand in Wellington - 1:51.04
- 1995:  EK lange afstand in Stockholm - 1:47.28
- 1996:  WK lange afstand in Muncie - 3:49.21
- 1997:  EK olympische afstand in Vuokatti - 2:00.12
- 1998: 4e EK olympische afstand in Velden - 1:51.20
- 1998: 5e Ironman Hawaï - 8:39.07
- 2000: 8e Ironman Hawaï - 8:43.06
- 2001: 11e EK olympische afstand in Karlovy Vary - 2:06.08
- 2001: 36e WK olympische afstand in Edmonton - 1:51.17
- 2001:  Ironman Florida - 8:21.30
- 2002:  Ironman Brasil
- 2004: 8e Florida Half Ironman - 4:02.14
- 2006:  Ironman Arizona - 8:22.56
- 2008:  Ironman 70.3 California - 4:05.20
- 2008:  Ironman 70.3 Florida - 3:59.04
- 2008: 4e Ironman UK - 9:13.34

### duatlon
- 1993:  WK korte afstand in Dallas - 1:29.20

1989: Mark Allen ·
1990: Greg Welch ·
1991: Miles Stewart ·
1992: Simon Lessing ·
1993: Spencer Smith ·
1994: Spencer Smith ·
1995: Spencer Smith ·
1996: Spencer Smith ·
1997: Chris McCormack ·
1998: Spencer Smith ·
1999: Dmitriy Gaag ·
2000: Olivier Marceau ·
2001: Peter Robertson ·
2002: Iván Raña ·
2003: Peter Robertson ·
2004: Bevan Docherty ·
2005: Peter Robertson ·
2006: Tim Don ·
2007: Daniel Unger ·
2008: Javier Gómez ·
2009: Alistair Brownlee ·
2010: Javier Gómez ·
2011: Alistair Brownlee ·
2012: Jonathan Brownlee ·
2013: Javier Gómez ·
2014: Javier Gómez ·
2015: Javier Gómez ·
2016: Mario Mola ·
2017: Mario Mola ·
2018: Mario Mola ·
2019: Vincent Luis ·
2020: Vincent Luis ·
2021: Kristian Blummenfelt
1. ↑  SPENCER SMITH KEERT TERUG NAAR TRIATHLON
2. ↑  World triathlon champion banned